# Джимон Унсу
Джимон Гастон Унсу е американски актьор от бенински произход. Носител е на награда Сателит и е номиниран за Златен глобус и два Оскара.

## Частична филмография
- 1994 – „Старгейт“ (Stargate)
- 1997 – „Амистад“ (Amistad)
- 2000 – „Гладиатор“ (Gladiator)
- 2002 – „Четирите пера“ (The Four Feathers)
- 2002 – „В Америка“ (In America)
- 2003 – „Бързи момчета“ (Biker Boyz)
- 2003 – „Лара Крофт Томб Рейдър: Люлката на живота“ (Lara Croft: Tomb Raider – The Cradle of Life)
- 2004 – „Блубъри“ (Blueberry)
- 2005 – „Константин“ (Constantine)
- 2005 – „Островът“ (The Island)
- 2005 – „Салон за красота“ (Beauty Shop)
- 2006 – „Кървав диамант“ (Blood Diamond)
- 2006 – „Ерагон“ (Eragon)
- 2008 – „Никога не се предавай“ (Never Back Down)
- 2009 – „Секретен отряд“ (Push)
- 2010 – „Бурята“ (The Tempest)
- 2014 – „Как да си дресираш дракон 2“ (How to Train Your Dragon 2)
- 2014 – „Пазители на Галактиката“ (Guardians of the Galaxy)
- 2014 – „Седмият син“ (Seventh Son)
- 2015 – „Бързи и яростни 7“ (Furious 7)
- 2016 – „Легендата за Тарзан“ (The Legend of Tarzan)
- 2018 – „Аквамен“ (Aquaman)
- 2019 – „Шазам!“ (Shazam!)
- 2023 – „Гран Туризмо“ (Gran Turismo)
- 2023 – „Гладиатор 2“ (Gladiator 2)